# Courtney Hurley
Courtney Lyn Hurley (* 30. September 1990 in Houston) ist eine US-amerikanische Degenfechterin.

## Erfolge
Courtney Hurley gewann bei Panamerikameisterschaften sieben Mal mit der Mannschaft den Titel. Im Einzel gelang ihr 2012 und 2013 der Titelgewinn, zudem sicherte sie sich wettbewerbsübergreifend jeweils vier weitere Silber- und Bronzemedaillen. Ebenso gewann sie Gold im Einzel bei den Panamerikanischen Spielen 2007 in Rio de Janeiro. Vier Jahre darauf erreichte sie in Guadalajara ebenfalls das Finale, in dem sie sich dieses Mal geschlagen geben musste. Mit der Mannschaft gelang ihr dagegen ein weiterer Titelgewinn. 2018 wurde sie in Wuxi mit der Mannschaft Weltmeisterin und gewann darüber hinaus die Bronzemedaille im Einzel. Hurley nahm an zwei Olympischen Spielen teil: 2012 belegte sie in London den 22. Rang im Einzel. Im Mannschaftswettbewerb erreichte sie mit der US-amerikanischen Equipe das Halbfinale, das gegen Südkorea verloren wurde. Das abschließende Gefecht um Platz drei gegen Russland endete mit 31:30 knapp zugunsten der US-Amerikanerinnen, zu denen neben Hurley noch Susie Scanlan, Maya Lawrence und ihre Schwester Kelley Hurley gehörten. Bei den Olympischen Spielen 2016 in Rio de Janeiro schloss sie die Einzelkonkurrenz auf dem 23. Rang und die Mannschaftskonkurrenz auf dem siebten Rang ab. Trainiert wurde sie unter anderem von Paul Pesthy.
Hurley studierte an der University of Notre Dame, für die sie auch im Collegesport aktiv war. Sie machte 2013 ihren Abschluss im Fach Film, Fernsehen und Theater.